# Сафроново (Баєвський район)
Са́фроново (рос. Сафроново) — село у складі Баєвського району Алтайського краю, Росія. Входить до складу Паклінської сільської ради.

## Населення
Населення — 262 особи (2010; 390 у 2002).
Національний склад (станом на 2002 рік):
- росіяни — 100 %